# Nesla, Sofia
Nesla (în bulgară Несла) este un sat în comuna Dragoman, regiunea Sofia,  Bulgaria. 

## Demografie
Componența etnică a satului Nesla
     Bulgari (100%)
     Nicio identificare (0%)
     Altele (0%)
La recensământul din 2011, populația satului Nesla era de 92 locuitori. Din punct de vedere etnic, toți locuitorii erau bulgari.